# Miena
miena（みーな、1987年7月15日 - ）は、熊本県を拠点に活動するローカルタレント。株式会社桃所属。
身長158cm。東京アナウンス学院放送アナウンス科卒業。熊本県熊本市北区出身。

## 経歴
中学時代をKingham Hill School (英国)で過ごし、2003年に福岡インターナショナルスクールへ入学、卒業後、熊本市内のホテルで働く。退職後、2009年1月テンプル大学教養学部国際関係学科に入学、2010年1月に中退し、同年4月に東京アナウンス学院放送アナウンス科に入学。卒業後、2013年に熊本の芸能事務所、株式会社 桃に所属。同年より活動を始める。

## 主な出演作品

### テレビ・ラジオ
- 熊本県民テレビ「サタデココ」（不定期）
- 熊本朝日放送 「味の素インフォマーシャル」
- 熊本放送「GWEEENとはばたけHEROES!!」
- CARINO「INSTORE DJLIVE SHOW」
- エフエム富士「LOVES YOU」 パーソナリティ（不定期）
- エフエム小国「グリーンサラダ」

### CM
- NTT西日本熊本支店』
- 熊本城マラソンWAO VISION（ナレーション）
- 竜山病院（ナレーション）
- エスケーホーム住まいプラザ（ナレーション）
- GWEEENとはばたけHEROES!!（ナレーション）